# ریچموند وست (فلوریدا)
ریچموند وست (به انگلیسی: Richmond West) یک منطقهٔ مسکونی در ایالات متحده آمریکا است که در شهرستان میامی-دید، فلوریدا واقع شده‌است. ریچموند وست ۱۱ کیلومتر مربع مساحت و ۲۸٬۰۸۲ نفر جمعیت دارد و ۲ متر بالاتر از سطح دریا قرار دارد.